# Hans Moritz von Brühl (Astronom)

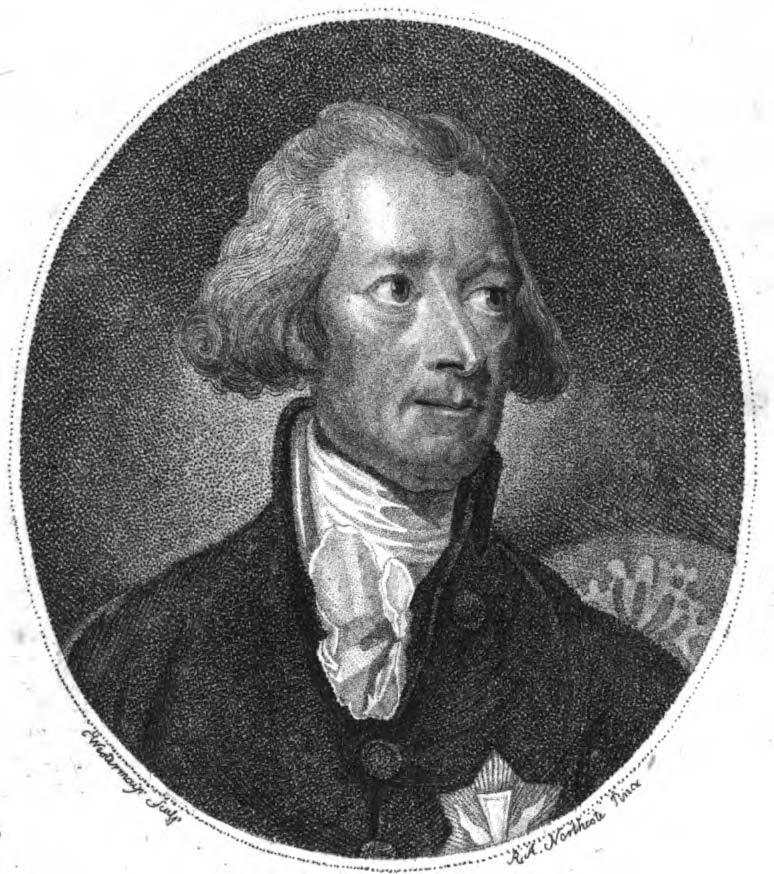
Hans Moritz Graf von Brühl
Kupferstich von Conrad Westermayr, 1799

Johann „Hans Moritz“ Graf von Brühl (* 20. Dezember 1736 in Wiederau; † 22. Januar 1809 in London) war ein deutscher (kursächsischer) Diplomat, Wissenschaftler und Schachspieler in London, wo er als John Maurice, Count of Bruhl bekannt wurde.

## Leben
Er stammt aus dem sächsisch-thüringischen Adelsgeschlecht Brühl und war der Sohn von Friedrich Wilhelm Graf von Brühl auf Martinskirchen, Wartenburg und Bedra, dem älteren Bruder des Premierministers Heinrich von Brühl.  Er und sein Vetter Hans Moritz von Brühl tragen den Namen Hans Moritz.
Er studierte 1750 bis 1754 in Leipzig, wo er in den Schriftstellern Christian Gellert einen väterlichen Freund fand und mit Johann Friedrich von Cronegk befreundet war.
Im Jahre 1755 übernahm er im Alter von 19 Jahren in Paris diplomatische Aufgaben,

„… und unterstützte daselbst hauptsächlich seine Landsleute, die während des damahligen Krieges {Siebenjähriger Krieg} ihre Zuflucht zu ihm nahmen. Im Jahre 1759 ward er nach Warschau {bis 1763 war der Kurfürst von Sachsen auch König von Polen} berufen, wo er zum Kammerherrn und Landes-Hauptmann in Thüringen ernannt ward. … Im J. 1778 ernannte der Churfürst ihn zu seinem wirklichen geh. Rathe …“

Im Herbst 1764 wurde er Gesandter in London.
1767 heiratete er Alicia Maria Carpenter, Countess of Egremont, später Countess Brühl (1729–1794) und 1796 Maria Chowne. Aus der ersten Ehe entstanden zwei Kinder. Der einzige Sohn Georg Graf von Brühl (1768–1855), ebenfalls ein bekannter Schachspieler, blieb unverheiratet. Ihre Tochter Henriette Gräfin von Brühl (1772–1853) heiratete Sir Hugh Scott.
H. M. von Brühl war ein beliebter, in der Presse oft erwähnter Förderer von Kunst und Wissenschaft – auch gesellschaftlich ein Freund der Aufklärung.
Zur Gründung der Leipziger Ökonomischen Societät am 26. Mai 1764 wurde er eines der drei Ehrenmitglieder – seine Berichte und Meinungen zur „Neuen Wissenschaft“, der „Staats-Wirthschaft“ (Volkswirtschaftslehre) waren gefragt.

## Wissenschaftler
Im Jahre 1765 wurde Brühl Mitglied der Royal Society. Ab 1785 war er Ehrenmitglied der Göttinger Akademie und ab 1793 auch der Russischen Akademie der Wissenschaften in St. Petersburg. Die Académie impériale et royale de Bruxelles nahm ihn 1785 als Mitglied auf. Gewürdigt wurden später vor allem seine Beiträge zur Entwicklung der Chronometrie für die genaue Bestimmung des Längengrads, seine astronomischen Kenntnisse und die internationale Vermittlung von Wissen und Personen.
Besonders nachhaltig war:
- die Förderung von Franz Xaver von Zach, den er in England als Erzieher und Mitarbeiter anstellte und mit ihm die Thomas-Harriot-Manuskripte fand;[22]

Sie kamen 1785 nach „Deutschland“ und Brühl empfahl seinem Schachfreund Herzog Ernst II. von Sachsen-Gotha-Altenburg den jungen Gelehrten für die  Sternwarte Gotha
- die Vermittlung von Chronometern für den Mathematisch-Physikalischen Salon in Dresden, die einen bedeutenden Ausgangspunkt für die heute berühmte Glashütter Uhrenproduktion setzte[25]
- die fruchtbare Korrespondenz mit „dem bekannten ländlichen Astronom“ Johann George Palitzsch.[26]

## Schachspieler
„Count de Bruhl“ war neben Philidor, Verdoni und George Atwood einer der berühmtesten Schachspieler seiner Zeit, von dem mehrere Partien überliefert sind.

## Veröffentlichungen
- Comparaison de l’impôt de France avec celui d' Angleterre. London 1766[29]
- Recherches sur divers Objets de l’Économie Politique. Dresden 1781; deutsch: Untersuchungen über verschiedene Gegenstände der Staatswirthschaft. Beckmann, Gera 1783. (Digitalisat)
- Three Registers of a Pocket Chronometer. London 1785; deutsch: Drei Tagebücher über ein Taschen-Chronometer ... in: Für Aeltere Litteratur und Neuere Lectüre. Leipzig 1785, 3. Jg., 5. Heft, S. 82–108
- Latitudes and Longitudes of several Places ascertained. London 1786
- Nouveau Journal du Chronomètre. London 1790
- Vorwort in Bergasse: Betrachtungen über den thierischen Magnetismus. Dresden 1790
- Anhang A short Explanation of the most proper Methods of calculating a mean Daily Rate. zu T. Mudge junior: Reply to Dr. Maskelyne. 1792
- A Register of Mr. Mudge’s Timekeepers. London 1794
- On the Investigation of Astronomical Circles. London 1794; übersetzt mit Zusätzen von Franz Xaver von Zach in: Carl Friedrich Hindenburg: Archiv der reinen und angewandten Mathematik. 3. Heft, Leipzig 1795, S. 257–308

Beiträge von ihm in:
- Johann Elert Bode: Berliner Astronomisches Jahrbuch.
- Karl Christian Canzler, August Gottlieb Meißner (Hrsg.): Für Aeltere Litteratur und Neuere Lectüre. Leipzig 1783–1785.

Übersetzungen:
- Ecole de l' officier. Paris 1770, Übersetzung von Gottlob Friedrich von Brück: Vortheile eine Situation zum militärischen Gebrauch aufzunehmen und zu zeichnen, wie auch die nützlichsten Feldschanzen zu tractiren und zu bauen. Dresden 1767[30]

## Bildnisse
- Gemälde im Petworth House des britischen National Trust
- Porträtgemälde im Speisesaal von Schloss Gaußig in Sachsen
- Kupferstich von Conrad Westermayr mit Beschreibung. In: Franz Xaver von Zach (Hrsg.): Allgemeine geographische Ephemeriden. Band 4. Weimar 1799, als Frontispiz vor S. 81